# 計仙麻大嶋神社
計仙麻大嶋神社（けせまおおしまじんじゃ）は、宮城県本吉郡南三陸町歌津にある神社。延喜式神名帳の陸奥国桃生郡の項に記載のある名神大社、計仙麻大嶋神社 の論社の1つ。
延喜式 神名帳の陸奥国 桃生郡の項に記載のある名神大社、計仙麻大嶋神社は論社が複数あり、はっきりと定まっていない。論社は以下の通り。
1. 計仙麻大嶋神社（南三陸町） - 旧郷社
2. 朝日山計仙麻神社（石巻市） - 旧村社
3. 大嶋神社（石巻市） - 旧村社
4. 大島神社（気仙沼市） - 旧村社
5. 御崎神社（気仙沼市） - 旧郷社
6. 羽黒神社（気仙沼市） - 旧郷社

気仙郡という郡名は『続日本紀』の弘仁2年（811年）の条が初出であり、それ以前のいつかの段階で、桃生郡の北半分を分割して、陸奥国 気仙郡が建郡された。これは現在の宮城県北東部および岩手県南東部にまたがるものであり、現在の気仙沼市および本吉郡を含むものであった。
延喜式神名帳は、延長5年（927年）にまとめられた延喜式の巻九・十のことで、当時官社に指定されていた全国の神社一覧である。計仙麻大嶋神社は延喜式神名帳の『陸奥国 桃生郡』の項に記載され、気仙郡に記載されていないことから、計仙麻大嶋神社が既に気仙郡であった気仙沼市および本吉郡の域内の神社であったかは検討が必要である。

## 祭神
- 迩迩藝命

## 由緒
正確な創建年代は不明だが、延喜年代に成立した『日本三代実録』に「計仙麻大嶋神社」の名が記載されていることから、平安時代までに創建されたものと考えられている。
本社は、商売繁盛、金運隆昌、五穀豊穣、海上安全の神と崇められ、特に気仙沼大島周辺の漁師が小型漁船を建造した際には、その進水式の神事を本社の宮司が執り行うことが恒例とされている。
また『気仙沼』という地名の由来は本社であると言う。

## 末社
- 八幡神社
  - 明治時代に創建され、日清戦争から太平洋戦争にかけては、出征兵士の武運長久を祈る神社として崇敬され[5]、現在でも勝負事の神様として参拝する者も多い。